# Setophaga pensylvanica
Setophaga pensylvanica là một loài chim trong họ Parulidae.